# Xaybula Musalov
Xaybula Anvarbekoviç Musalov (russisch Хайбула Анварбекович Мусалов / Chaibula Anwarbekowitch Mussalow; * 4. Dezember 1990 in Gunib, Russische SFSR) ist ein aserbaidschanisch-russischer Kampfsportler im Mittelgewicht.

## Karriere
Musalov begann in Russland mit dem Boxsport und startete bei den Russischen Meisterschaften, wo er 2009 im Viertelfinale gegen Artjom Tschebotarjow, 2010 im Achtelfinale gegen Dmitri Biwol und 2011 im Viertelfinale gegen Maxim Koptjakow ausschied.
Ab 2011 boxte er für das aserbaidschanische Team Baku Fires in der World Series of Boxing und gewann bis 2014 neun von 13 Kämpfen. 2014 und 2015 wurde er zudem mit jeweiligen Finalsiegen gegen Kamran Şahsuvarlı Meister von Aserbaidschan und startete für dieses Land auch bei den Europaspielen 2015 in Baku, wo er unter anderem mit Siegen gegen Christian M'Billi-Assomo und Zoltán Harcsa bis in das Finale kam, wo er gegen Michael O’Reilly unterlag und Silber gewann.
Im Anschluss trat er als Profiboxer, MMA- und Bare-Knuckle-Kämpfer in Erscheinung und gewann bis Mai 2024 drei Profiboxkämpfe, sieben Bare-Knuckle-Kämpfe und drei MMA-Kämpfe.